# Lancine Fofana
Lancine Fofana, född 15 mars 1966, är en friidrottare från Elfenbenskusten. Han deltog vid olympiska sommarspelen 1988.